# Niuserre (príncep)
Niuserre (N(j) wsr Rˁ, "[Amb] poder pertanyent a Ra") va ser un príncep egipci de la IV Dinastia. Era fill del faraó Khefren i de la seva dona Meresankh III. Va ser un dels pocs fills de Khefren que no va ocupar l’alt càrrec de djati (visir).

## Títols
Niuserre tenia els següents títolsː
- Fill del Rei del seu cos.
- Cap sacerdot-lector del seu pare
- Tresorer del rei del Baix Egipte

## Tomba
La tomba de Niuserre és una tomba tallada a la roca inacabada (G 8140) al Camp Central de la necròpolis de Guiza. Va ser excavada per l'egiptòleg Selim Hassan els anys 1932 i 1933. Està orientada gairebé seguint l'eix nord-sud. L'entrada es troba a l’angle nord-oest. La instal·lació consta d’una gran sala principal (amb les dimensions 10,9 × 4,2 × 3,3 m) amb dos pilars. L’habitació no tenia decoració, tot i que les parets encara estaven arrebossades. Al mig de la paret oest, un curt passadís condueix a una petita cambra de 3,0 × 0,5 × 2,2 m. Al nord del pas a aquesta cambra hi ha un petit nínxol que suposadament es convertia en una falsa porta. A l'angle nord-est de la sala principal hi ha un banc de pedra; a l'angle nord-oest un eix condueix cap a la cambra del sarcòfag, en el qual, però, no s'hi van trobar restes de cap enterrament.